# Han Pijesak
Han Pijesak (en cirílico: Хан Пијесак) es una localidad y municipio en la República Srpska (Bosnia y Herzegovina). Se encuentra situada en el este del país y pertenece administrativamente a la región de Sarajevo-Romanija.

## Historia
Los Han eran en la antigüedad una especie de ventas que servían de alojamiento a los viajeros y las caravanas. Con este prefijo se formó la aldea de Han Pisejak, en un lugar estratégico, debido a su situación en el camino de Sarajevo hacia oriente y en el que unía el Adriático con el valle del Drina. Su primera mención (como Hanpjesačkom) se produce en el año 1664. Hasta la Primera Guerra Mundial, los únicos recursos de la zona eran los forestales. Durante la guerra de Bosnia, la localidad fue la sede del Cuerpo de Bosnia Oriental del Ejército de la República Srpska, que mantuvo el control de la zona para los serbios.

## Geografía
Han Pijesak está situada en una zona boscosa rodeada de montañas: Velikim Žepom 1.537 m., Javornikom 1.219 m., Studenom Gorom 1.149 m. y Trešnjevcem 1.245 m. Esa posición geográfica le otorga un clima saludable, a más de 1000 m s. n. m. Su temperatura media anual es baja, de unos 6,5 °C, y las precipitaciones abundantes.

## Demografía

### 1971
Total: 7.804 habitantes, de los cuales eran: 
- Serbios - 4.790 (61,37%)
- Musulmanes - 2.921 (37,42%)
- Croatas - 16 (0,20%)
- Yugoslavos - 7 (0,08%)
- Otros - 70 (0,93%)

### 1991
En 1991, la población del municipio de Han Pijesak era de 6.346, incluyendo: 
- 3.699 serbios  (Véase: serbobosnio)
- 2.544 musulmanes (nacionalidad)  (La mayoría de los musulmanes de nacionalidad hoy se consideran a sí mismos bosnios)
- 68 yugoslavos
- 7 croatas  (Véase: bosniocroatas)
- 28 otros

Las estadísticas actuales, debido a la guerra de Bosnia y la limpieza étnica difieren mucho de estas, ya que el último censo oficial data de 1991, y desde entonces han variado mucho.